# Lasioglossum antiochense
Lasioglossum antiochense är en biart som först beskrevs av Mcginley 2003.  Lasioglossum antiochense ingår i släktet smalbin, och familjen vägbin. Inga underarter finns listade i Catalogue of Life.